# Csepplenesek

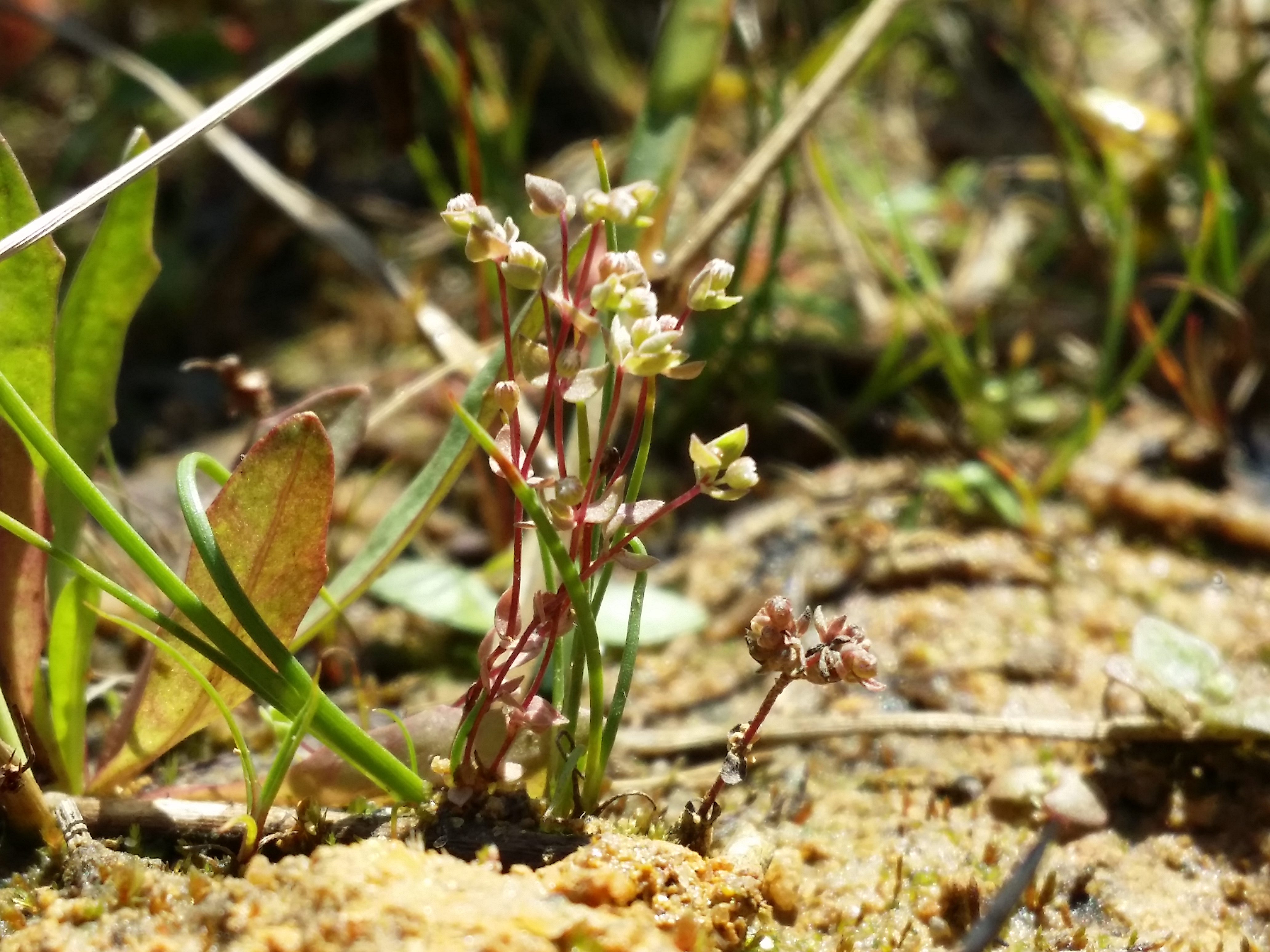
Apró csepplen (Radiola linoides)

A csepplenesek (Radiolenion linoidis (Rivas-Goday 1961) Borhidi 2003 comb. nova hoc loco) Borhidi Attila szerint az atlanti-boreális tóparti gyepek (Isoëto-Litorelletea Br.-Bl. & Vlieger, 1937)  társulástani osztályába sorolt törpekákagyepek (Nanocyperion)  társulástani csoportjának egyik alcsoportja. Az így összevont társulások rokonságát Európa más részein is elismerik, de a taxont (főleg hazánktól északra, például Szlovákiában) önálló társulástani csoportnak tartják.
A törpekákagyepek rendszertani felosztása nem egyértelmű; erre a különböző szerzők több párhuzamos megoldást dolgoztak ki. A szemléleti különbségek fő oka Borhidi Attila szerint az a vízi és a vízparti társulásokra is igaz, általános szabály, hogy hűvösebb klímában a fajok ökológiai valenciája csökken, jelző szerepük pedig ezzel arányosan nő.

## Elterjedésük, előfordulásuk
Szubatlanti jellegű természetes pionír társulások, amelyek a Dunántúl nyugati részén érik el zonális elterjedésük délkeleti határát. Leginkább antropogén folyamatokkal lecsupaszított felszíneken tűnnek fel.
Az alcsoport (csoport) névadója az apró csepplen (Radiola linoides).

## Társulásaik
Magyarországon két társulásukat ismerjük:
- iszapmohás (Centunculo-Anthoceretum punctati Koch ex Libbert 1932),
- csepplenes (Centunculo-Radioletum linoidis Krippel 1959)